# Mrsunja
Die Mrsunja ist ein Fluss in Kroatien.
Der Fluss entspringt dem Ribnjak, einem See etwa 15 Kilometer westlich von Slavonski Brod. Er wird teilweise schnurgerade als Kanal geführt, aber ab Slavonski Brod wieder als Fluss, wo er im Westen der Stadt in die Save mündet. Die Gesamtlänge beträgt 19 Kilometer.

 